# Pearse Wyse
Pour les articles homonymes, voir Wyse.
Pearse Wyse (2 mars 1923 – 28 avril 2009) est un homme politique irlandais, membre de longue date du Fianna Fáil qui est plus tard l'un des premiers membres des Démocrates progressistes.

## Biographie
Il est né à Cork en 1923, fils de John Wyse (ou Wise), commis de prêteur sur gages, et de son épouse Julia (née Cronin), originaire de Macroom. Wyse fait ses études à l'école nationale de Greenmount à Cork et au Cork College of Commerce, où il suit une formation de relieur et de coupe-papier. Il est employé à Eagle Printing Works, où, au début des années 1960, il devient directeur des travaux et est un membre de l'Irish Bookbinders' and Allied Trades Union.
Il exerce ses premières fonctions politiques en 1960 lorsqu'il est élu au conseil municipal de Cork. Cinq ans plus tard, il est élu pour la première fois au Dáil Éireann en tant que  député Fianna Fáil et colistier de Jack Lynch aux élections générales de 1965 pour la circonscription de Cork Borough. À la suite de changements de limites, il est député pour Cork City South-East (1969-1977), Cork City (1977-1981) et Cork South-Central (1981-1992). Il se retire de la politique nationale lors des élections générales de 1992.
Wyse est nommé secrétaire parlementaire du ministre des Finances en 1977 sur proposition de Jack Lynch, devenant ministre d'État au ministère des Finances en 1978 lorsque la structure des postes est modifiée. Wyse soutient George Colley lors de l'élection à la direction du Fianna Fáil en 1979, remportée par Charles Haughey, et il perd son poste au gouvernement.
Wyse s'oppose à Haughey à chaque élection interne, devenant membre du Gang des 22. Il est un associé de Desmond O'Malley et, en 1985, il est écarté de la direction du parti. Début 1986, il rejoint les Démocrates Progressistes, fondés par O'Malley. Il conserve son siège de député sous l'étiquette Démocrates Progressistes aux élections générales de 1987 et 1989.
Il est remplacé par Pat Cox aux élections générales de 1992. Il reste membre du conseil municipal de Cork jusqu'à sa retraite en 1999, après avoir occupé son siège pendant près de quarante ans. Il est également lord-maire de Cork en 1967 et 1974.
Wyse est décédé le 28 avril 2009 à Cork, à l'âge de 81 ans.